# Хосе Карерас
Жозèп Карерас и Кол (на каталонски Josep Carreras i Coll), прочут по света като Хосè Карèрас (на испански: José Carreras), е испански оперен певец от каталонски произход, един от Тримата тенори (заедно с Лучано Павароти и Пласидо Доминго), известен с Пучиниевите и Вердиевите си партии.
Първото публично изпълнение на Карерас, „La donna è mobile“, е по испанското радио, когато той е едва осемгодишен. На 11 вече се изявява в реномирания барселонски театър „Лисеу“, в опери на Мануел де Фая и Пучини. Учи в консерваторията в родния си град и през 1970 г. дебютира в централни роли в „Набуко“ (Верди) и „Норма“ (Белини). В „Норма“ привлича вниманието на изпълнителката на главната роля, сопраното Монсерат Кабайе, която го кани да пеят заедно в „Лукреция Борджия“ на Доницети – това е първият голям успех на Карерас.
През 1972 г. дебютира в САЩ в ролята на Пинкертън от „Мадам Бътерфлай“, през 1973 г. – в Лондон, през 1974 г. – във Виена. На 28 години в репертоара му вече има 24 различни заглавия.
През 1987 г., на върха на кариерата си, се разболява от левкемия. Прогнозите за оцеляването му са по-скоро отрицателни, но след химиотерапия и присаждане на костен мозък, Карерас се спасява и продължава артистичния си път. През 1988 г. основава фондация за борба с левкемията.
През 1992 г. пее на Олимпиадата в Барселона, на мястото на Фреди Меркюри, починал през 1991 г.
Хосе Карерас е носител на много отличия за своето творчество – сред тях: Златен медал на каталунското правителство (1988), „Принц на Астурия“ (1991) и други. На 22 септември 2006 г. открива във Фуенлабрада театър, който носи неговото име.
Записвал е многократно арии и цели опери (главно за Philips Classics), народни песни, танга, църковна музика, естрада и други – общо над 120 различни заглавия.
Изпълнява главната роля в едноименния филм за живота на оперния певец Хулиан Галяре.
1. 1 2  0015321 //   Посетен на 4 август 2022 г.
2. ↑  revistasculturales.com